# Arrondissement de Neuwied
L'arrondissement de Neuwied est un arrondissement  ("Landkreis" en allemand) de Rhénanie-Palatinat  (Allemagne).
Son chef lieu est Neuwied.

## Villes, communes & communautés d'administration
(nombre d'habitants en 2006)
Communes indépendantes / Villes
1. Neuwied, ville d'importance liée au Landkreis (große kreisangehörige Stadt) (65 319)

Verbandsgemeinden(communes fusionnées) avec leurs communes membres :
Siège de la communauté de communes *
| - 1. Commune fusionnée de Asbach 1. Asbach * (7 107) 2. Buchholz (Westerwald) (4 711) 3. Neustadt (Wied) (6 501) 4. Windhagen (4 324) - 2. Commune fusionnée de Bad Hönningen 1. Bad Hönningen, ville * (5 685) 2. Hammerstein (362) 3. Leutesdorf (1 848) 4. Rheinbrohl (3 950) - 3. Commune fusionnée de Dierdorf 1. Dierdorf, ville * (5 924) 2. Großmaischeid (2 372) 3. Isenburg (653) 4. Kleinmaischeid (1 339) 5. Marienhausen (474) 6. Stebach (331) - 4. Commune fusionnée de Linz am Rhein 1. Dattenberg (1 596) 2. Kasbach-Ohlenberg (1 422) 3. Leubsdorf (1 701) 4. Linz am Rhein, ville * (5 949) 5. Ockenfels (1 111) 6. Sankt Katharinen (Landkreis Neuwied) (3 598) 7. Vettelschoß (3 303) | - 5. Commune fusionnée de Puderbach 1. Dernbach (1 044) 2. Döttesfeld (659) 3. Dürrholz (1 311) 4. Hanroth (647) 5. Harschbach (438) 6. Linkenbach (486) 7. Niederhofen (375) 8. Niederwambach (519) 9. Oberdreis (927) 10. Puderbach * (2 227) 11. Ratzert (231) 12. Raubach (1 963) 13. Rodenbach bei Puderbach (655) 14. Steimel (1 302) 15. Urbach (1 559) 16. Woldert (619) - 6. Commune fusionnée de Rengsdorf 1. Anhausen (1 345) 2. Bonefeld (970) 3. Ehlscheid (1 312) 4. Hardert (856) 5. Hümmerich (779) 6. Kurtscheid (977) 7. Meinborn (493) 8. Melsbach (2 080) 9. Oberhonnefeld-Gierend (998) 10. Oberraden (660) 11. Rengsdorf * (2 592) 12. Rüscheid (806) 13. Straßenhaus (1 917) 14. Thalhausen (734) | - 7. Commune fusionnée de Unkel 1. Bruchhausen (930) 2. Erpel (2 592) 3. Rheinbreitbach (4 547) 4. Unkel, ville * (5 048) - 8. Commune fusionnée de Waldbreitbach 1. Breitscheid (2 247) 2. Datzeroth (242) 3. Hausen (Wied) (1 957) 4. Niederbreitbach (1 574) 5. Roßbach (1 516) 6. Waldbreitbach * (1 904) |

## Administrateurs de l'arrondissement
- 1816–182200Carl von Gaertner (de)
- 1822–185100Philipp von Hilgers (de)
- 1851–187700Eduard von Runkel (de)
- 1877–190600Friedrich von Runkel (de)
- 1906–191900Kurt von Elbe (de)
- 1919–193300Robert Großmann (de)
- 1933–194500Rudolf Reppert (de)
- 00000194500Ludwig Schmidt-Weyland[1]
- 1945–194700Kurt Goebel (de)
- 1947–196000Wilhelm Bruchhäuser (de)[1]
- 1960–198100Josef Oster[1]
- 00000198100Hans-Valentin Kirschner[1]
- 1982–198300vakant[1]
- 1983–199300Hans-Dieter Deckert[1]
- 1993–201700Rainer Kaul (de)
- 2018– 00000Achim Hallerbach